# Sobór Świętych Symeona i Anny w Tallinnie
Sobór Świętych Symeona i Anny – prawosławny sobór katedralny w Tallinnie, główna świątynia Estońskiego Apostolskiego Kościoła Prawosławnego.

## Historia
Świątynię zbudowano w latach 1752–1755.

## Architektura
Budowla drewniana, wzniesiona na planie krzyża. Przedsionek z dwoma wejściami (każde poprzedzone gankiem). Nad przedsionkiem wieża kryta ostrosłupowym hełmem, zwieńczonym kopułką. Nad nawą czworoboczna kopuła, zwieńczona wieżyczką z baniastym hełmem. Transept zamknięty prostokątnie z obydwu stron. Prezbiterium mniejsze od nawy, zamknięte trójbocznie, z boczną zakrystią.

## Galeria

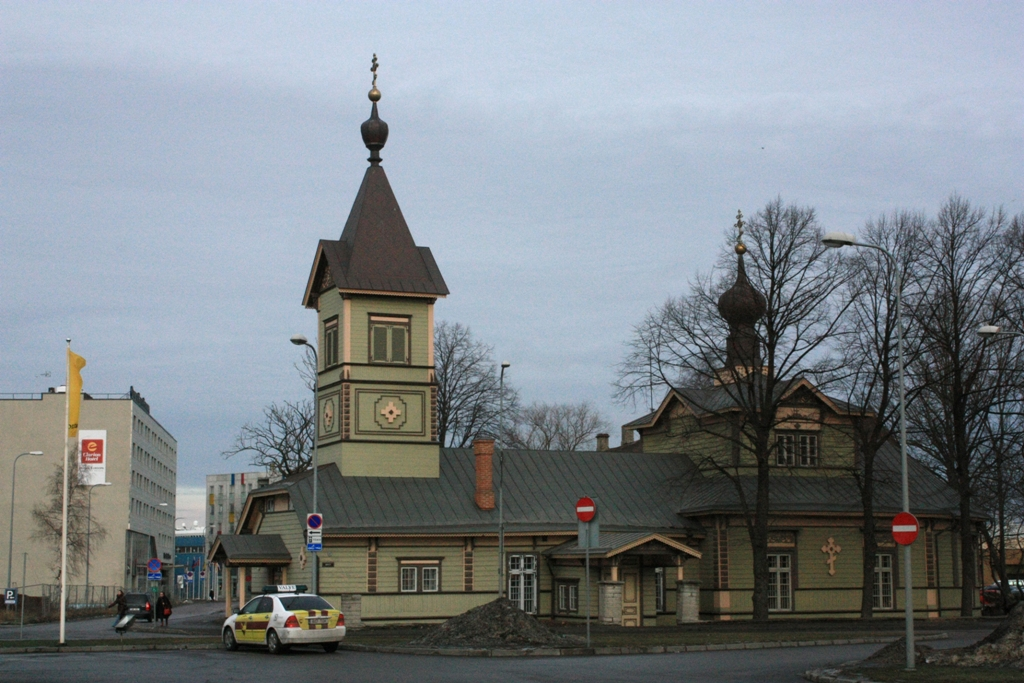
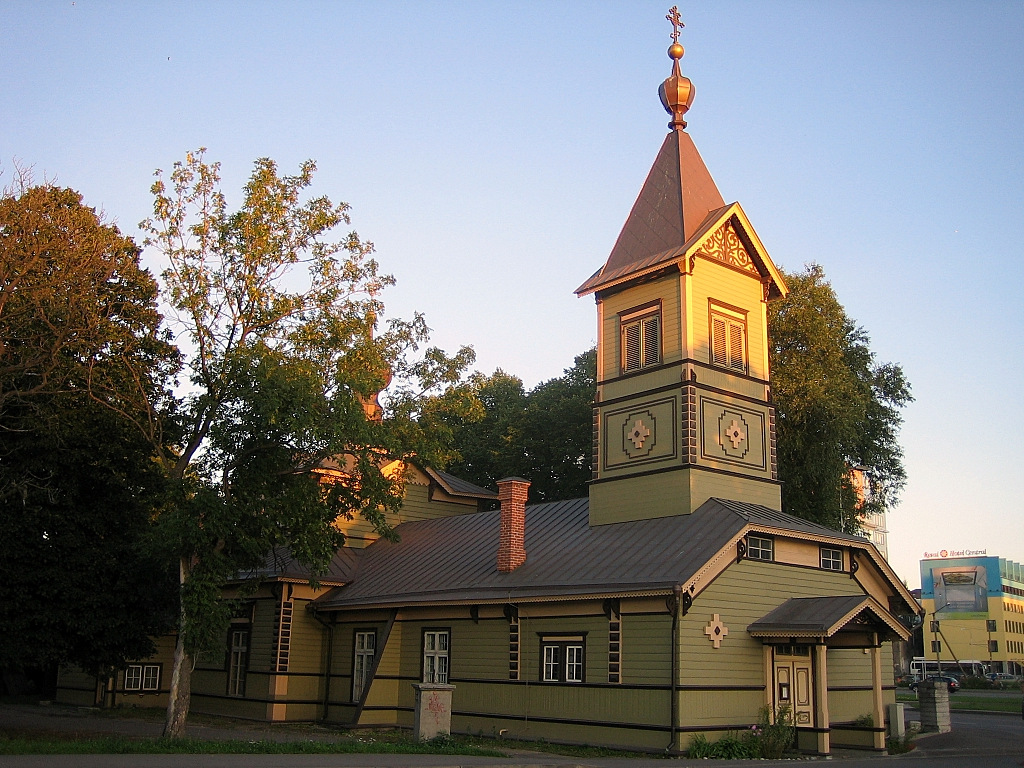